# Kamienna (wieś w województwie kujawsko-pomorskim)
Kamienna – wieś w Polsce położona w województwie kujawsko-pomorskim, w powiecie włocławskim, w gminie Lubień Kujawski.
| SIMC    | Nazwa        | Rodzaj                      |
| ------- | ------------ | --------------------------- |
| 0865600 | Kretkowo     | część wsi (od 2023 r. wieś) |
| 0865616 | Narty-Piaski | część wsi (od 2023 r. wieś) |

W okresie Królestwa Polskiego istniała gmina Kamienna. W latach 1975–1998 miejscowość administracyjnie należała do województwa włocławskiego. Według Narodowego Spisu Powszechnego (III 2011 r.) liczyła 84 mieszkańców. Jest 33. co do wielkości miejscowością gminy Lubień Kujawski.